# Punta Cerda
Punta Cerda ist eine Landspitze an der Ostseite von Chionis Island im Palmer-Archipel westlich der Antarktischen Halbinsel.
Argentinische Wissenschaftler benannten sie. Der weitere Benennungshintergrund ist nicht überliefert.